# Irlande au Concours Eurovision de la chanson 2008
L’Irlande participe au Concours Eurovision de la chanson 2008 avec la chanson Irelande Douze Pointe écrite par Darren Smith, Simon Fine et Dustin the Turkey. La chanson est interprétée par Dustin the Turkey, une marionnette de spectacle pour enfants.
L'Irlande participe à la première demi-finale du Concours Eurovision de la chanson qui a lieu le 20 mai 2008. Irelande Douze Pointe ne fait pas partie des dix chansons ayant eu le plus de points et n'est donc pas qualifiée pour participer à la finale.

## Contexte
L'Irlande participe au Concours Eurovision de la chanson depuis 1965 et l'a remportée sept fois ; elle est le seul pays à avoir remporté le concours trois fois de suite (en 1992, 1993 et 1994). La chanson en 2007, They Can't Stop the Spring interprétée par Dervish, fut dernière des vingt-quatre participants de la finale avec 5 points.
Le radiodiffuseur national irlandais, RTÉ diffuse l'événement en Irlande et organise le processus de sélection. Le diffuseur avait sélectionné en interne l'artiste en 2006 et 2007, tandis que la chanson fut choisie lors d'un concours télévisé. Pour le concours Eurovision de la chanson 2008 , RTÉ annonce parallèlement à sa participation au Concours le 3 octobre 2007 l'organisation d'une émission télévisée Eurosong 2008 en tant que sélection ouverte pour choisir à la fois l'artiste et la chanson pour représenter l'Irlande.

## Sélection
Les inscriptions ont lieu du 4 novembre 2007 jusqu'au 23 janvier 2008. Les artistes doivent également soumettre des détails concernant la performance ou les détails de mise en scène de la prestation. À la clôture de la date limite, on reçoit 150 inscriptions.
La sélection s'établit sur la base de critères tels que l'adéquation de la chanson à l'Eurovision, la qualité de l'interprète, l'expérience de l'interprète et l'attrait scénique de l'entrée, par un jury de cinq membres avec des membres nommés par RTÉ : le producteur Bill Hughes , la chanteuse et compositrice Eleanor McEvoy, la chanteuse et ancienne lauréate du concours Charlie McGettigan, l'agent et chorégraphe Julian Benson et le chef de la délégation irlandaise de l'Eurovision Julian Vignoles.
L'émission de sélection a lieu le 23 février 2008 au University Concert Hall de Limerick et présentée par Ray D'Arcy. L'émission est diffusée sur RTÉ One. Un vote télévisé public est organisé en Irlande et en Irlande du Nord. Il désigne Irelande Douze Pointe interprétée par Dustin the Turkey comme gagnant.
| Passage | Artiste           | Chanson               | Auteurs-compositeurs                        | Place |
| ------- | ----------------- | --------------------- | ------------------------------------------- | ----- |
| 1       | Donal Skehan      | Double Cross My Heart | Joel Humlen, Oscar Görres, Charlie Mason    | —     |
| 2       | Dustin the Turkey | Irelande Douze Pointe | Darren Smith, Simon Fine, Dustin the Turkey | 1     |
| 3       | Maja              | Time to Rise          | Maja Slatinšek, Žiga Pirnat                 | —     |
| 4       | Leona Daly        | Not Crazy After All   | Leona Daly, Steve Booker                    | 2     |
| 5       | Liam Geddes       | Sometimes             | Susan Hewitt                                | —     |
| 6       | Marc Roberts      | Chances               | Marc Roberts                                | —     |

Dustin the Turkey devient le premier concurrent non humain de l’histoire du concours.
La chanson gagnante Irelande Douze Pointe sort sous forme de CD single, qui se classe numéro 5 dans le classement des singles en Irlande.

### Controverse
L'annonce de Dustin the Turkey en tant que vainqueur provoque des réactions mitigées de la part du public de la salle, dont des huées. La chanson se moque de Concours Eurovision, notamment en faisant référence à la présentation des votes.
La chanson n'est pas disqualifiée, mais les paroles sont modifiées à la demande de l'UER après que le diffuseur grec ERT s'est plaint à cause du nom de la Macédoine.

## Eurovision
L'Irlande participe d'abord à la première demi-finale le mardi 20 mai 2008.
La chanson est la onzième de la soirée, suivant For Life interprétée par Isis Gee pour la Pologne et suivant Casanova interprétée par Gisela pour Andorre.
Dustin the Turkey a participé aux répétitions techniques les 12 et 15 mai, suivies des répétitions générales les 19 et 20 mai. La performance irlandaise met en vedette Dustin the Turkey dans un chariot de supermarché vert, blanc et or qui comprenait une platine tourne-disques avec un présentoir en dessous et vêtu d'un costume argenté, jouant avec trois danseurs masculins et deux femmes, ces dernières sont aussi choristes : Kitty B et Ann Harrington. Les danseurs sont vêtus de capes noires au début, qui sont enlevées pour révéler de grandes ailes vertes, blanches et dorées sur deux des danseurs masculins, une combinaison dorée sur le danseur masculin restant et des robes dorées, des gants verts et des coiffes vertes sur le danseuses. Les écrans LED affichent des effets ondulants de noir et blanc ainsi que des vagues d'orange, de blanc et de vert.
La chanson obtient 22 points et finit quinzième des dix-neuf participants. Les neuf chansons ayant eu le plus de points sont qualifiées pour la finale, le jury retient la Pologne.

### Points attribués à l'Irlande lors de la première demi-finale
| 12 points | 10 points  | 8 points | 7 points                        | 6 points                                    |
| --------- | ---------- | -------- | ------------------------------- | ------------------------------------------- |
|           |            |          | - Estonie                       |                                             |
| 5 points  | 4 points   | 3 points | 2 points                        | 1 point                                     |
|           | - Belgique | - Israël | - Bosnie-Herzégovine - Finlande | - Espagne - Monténégro - Norvège - Pays-Bas |

### Points attribués par l'Allemagne
| 12 points | Pologne            |
| 10 points | Grèce              |
| 8 points  | Norvège            |
| 7 points  | Roumanie           |
| 6 points  | Finlande           |
| 5 points  | Azerbaïdjan        |
| 4 points  | Russie             |
| 3 points  | Bosnie-Herzégovine |
| 2 points  | Arménie            |
| 1 point   | Andorre            |

| 12 points | Lettonie           |
| 10 points | Pologne            |
| 8 points  | Royaume-Uni        |
| 7 points  | Norvège            |
| 6 points  | Ukraine            |
| 5 points  | Russie             |
| 4 points  | Grèce              |
| 3 points  | Roumanie           |
| 2 points  | Bosnie-Herzégovine |
| 1 point   | Danemark           |